# MHPArena
La MHPArena, nota come Neckarstadion dalle origini sino al 1993, Gottlieb-Daimler-Stadion dal 1993 al 2008 e Mercedes-Benz Arena dal 2008 al 2023, è il maggiore stadio di calcio di Stoccarda, in Germania.
Inaugurato nel 1933, è sede delle partite casalinghe dello Stoccarda e ha ospitato alcuni incontri del campionato del mondo 1974, del campionato d'Europa 1988 (compresa una semifinale del torneo), del campionato europeo 2024 e del campionato del mondo 2006, la finale della Coppa dei Campioni 1958-1959, la ripetizione della finale della Coppa delle Coppe 1961-1962, la finale della Coppa dei Campioni 1987-1988 e la finale di ritorno della Coppa UEFA 1988-1989. Ha ospitato anche i campionati europei di atletica leggera 1986, i campionati mondiali di atletica leggera 1993 e la IAAF World Athletics Final dal 2006 al 2008. Nel 2009 è stato adibito a stadio esclusivamente calcistico.

## Storia
Costruito dal 1929 al 1933 su progetto degli architetti Paul Bonatz e Friedrich Scholer, era inizialmente noto come Stuttgarter Kampfbahn e dopo la sua edificazione fu ridenominato Adolf-Hitler-Kampfbahn. Dal 1945 al 1949 ebbe il nome di Stadio del secolo e in seguito di Kampfbahn; durante la seconda guerra mondiale venne utilizzato dalle truppe statunitensi per il baseball. Dal 1949 fu chiamato Neckarstadion dal nome del fiume Neckar, che scorre a poca distanza dallo stadio.
Dopo una grossa ristrutturazione attuata a cavallo degli anni '80 e '90 del XX secolo, finanziata in parte dalla Daimler-Benz, nel 1993 il consiglio comunale di Stoccarda decise di cambiare nome allo stadio, intitolandolo a Gottlieb Daimler. Il 30 luglio 2008, in occasione di una partita amichevole contro l'Arsenal, il nome dello stadio fu cambiato in Mercedes-Benz Arena.
Lo stadio ospitò il primo incontro della nazionale tedesca occidentale dopo la seconda guerra mondiale, nel 1950 contro la Svizzera, e il primo incontro della nazionale tedesca dopo la riunificazione tedesca del 1990, sempre contro la Svizzera. Lo stadio ha inoltre ha ospitato varie finali di Coppa UEFA, di Coppa delle Coppe e di Coppa dei Campioni, oltre a vari incontro del campionato del mondo 1974, del campionato d'Europa 1988 (compresa la finale) e del campionato del mondo 2006.
Nel 2008 lo stadio fu ridenominato Mercedes-Benz Arena. Il 18 maggio 2009 iniziarono nuovi lavori di ristrutturazione, che resero lo stadio di Stoccarda uno stadio all'inglese (con la ricostruzione delle curve, l'eliminazione della pista di atletica e ampliamento della copertura) e ne portarono la capienza 60 100 posti. 
Il 31 ottobre 2015 lo stadio ospitò la finale del campionato mondiale di League of Legends.

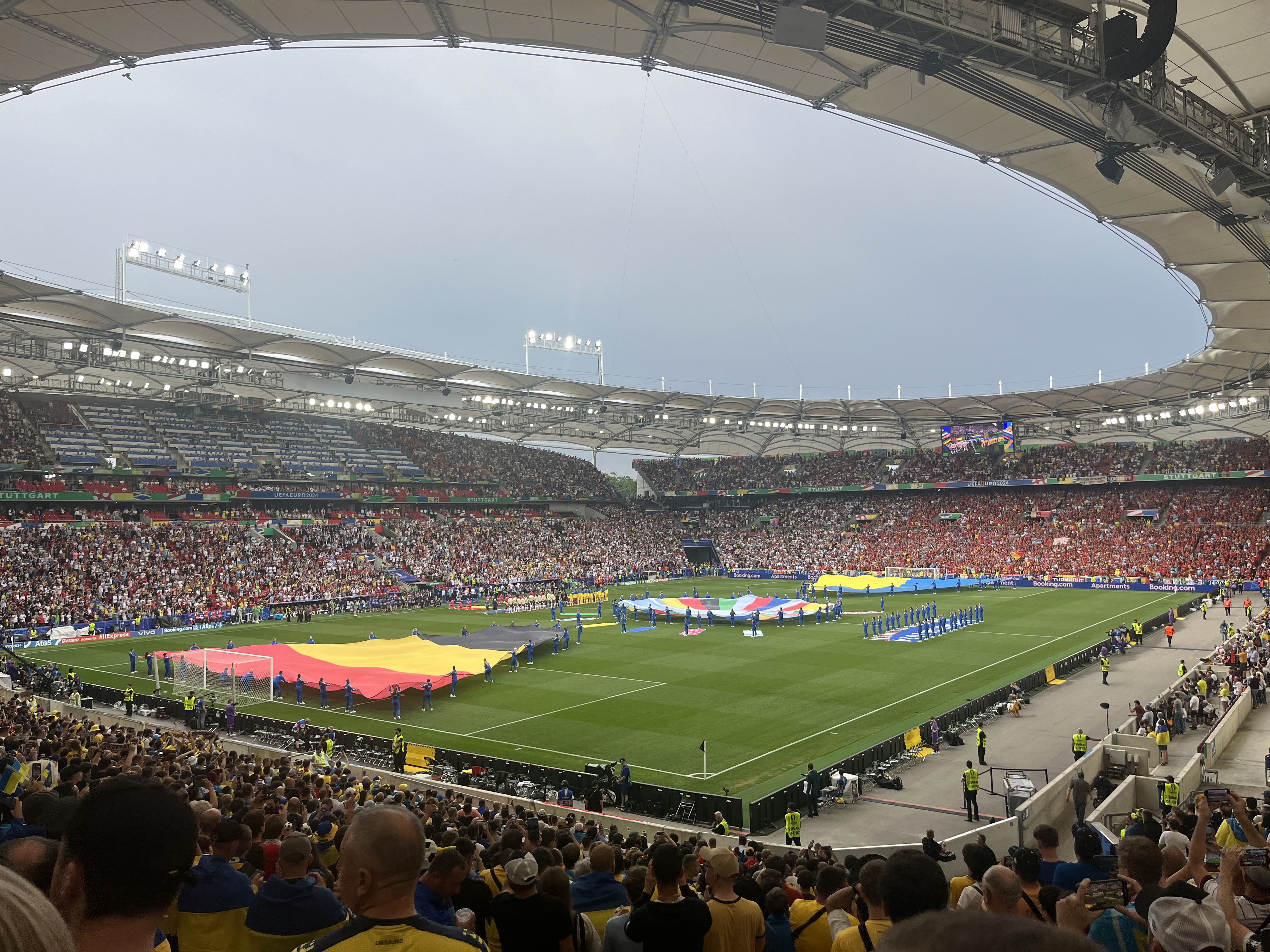
La MHP Arena e la rinnovata tribuna principale dello stadio durante una partita dei gironi del Campionato europeo 2024.

Il 1º luglio 2023 il nome dello stadio fu cambiato in MHPArena.

## Incontri internazionali

### Mondiale 1974
- Polonia -  Argentina 3-2 (Gruppo 4-Primo turno, 15 giugno) 31.000 spettatori;
- Argentina -  Italia 1-1 (Gruppo 4-Primo turno, 19 giugno) 68.900 spettatori;
- Polonia -  Italia 2-1 (Gruppo 4-Primo turno, 23 giugno) 68.900 spettatori;
- Svezia -  Polonia 0-1 (Gruppo B-Secondo turno, 26 giugno) 43.755 spettatori.

### Europeo 1988
- Inghilterra -  Irlanda 0-1 (Gruppo 2, 12 giugno);
- Unione Sovietica -  Italia 2-0 (Semifinale, 22 giugno).

### Mondiale 2006
- Francia -  Svizzera 0-0 (gruppo G, 13 giugno) 52.000 spettatori;
- Paesi Bassi -  Costa d'Avorio 2-1 (gruppo C, 16 giugno) 52.000 spettatori;
- Spagna -  Tunisia 3-1 (gruppo H, 19 giugno) 52.000 spettatori;
- Croazia -  Australia 2-2 (gruppo F, 22 giugno) 52.000 spettatori;
- Inghilterra -  Ecuador 1-0 (ottavi di finale, 25 giugno) 52.000 spettatori;
- Germania -  Portogallo 3-1 (Finale terzo posto, 8 luglio) 52.000 spettatori;

### Europei 2024
- Slovenia -  Danimarca 1-1 (gruppo C, 16 giugno) 54.000 spettatori;
- Germania -  Ungheria 2-0 (gruppo A, 19 giugno) 54.000 spettatori;
- Scozia -  Ungheria 0-1 (gruppo A, 23 giugno) 54.000 spettatori;
- Ucraina -  Belgio 0-0 (gruppo E, 26 giugno) 54.000 spettatori;
- Spagna -  Germania 2-1 d.t.s. (quarti di finale, 5 luglio) 54.000 spettatori;

### Coppa dei Campioni UEFA

#### Finale 1959
- Real Madrid -  Stade Reims 2-0 (3 giugno 1959).

#### Finale 1988
- PSV -  Benfica 0-0, 6-5 d.c.r. (25 maggio 1988).

### Coppa delle Coppe UEFA
- Atlético Madrid -  Fiorentina 3-0 (5 settembre 1962) (ripetizione).

### Coppa UEFA
- Stoccarda -  Napoli 3-3 (17 maggio 1989) (ritorno).

## Visitatori
Lo stadio può essere raggiunto con la S-Bahn presso la stazione Neckarpark (Mercedes-Benz) o con il tram presso la fermata NeckarPark (Stadion).